# Pœuilly
Pœuilly est une commune française située dans le département de la Somme, en région Hauts-de-France.

## Géographie

### Localisation
Pœuilly est un village rural picard du Vermandois limitrophe du département de l'Aisne, desservi par l'ex-RN 29, (actuelle RD 1029, nommée localement la Chaussée Brunehaut, et située à 13 km au nord-ouest de Saint-Quentin et à la même distance au sud-est de Péronne (Somme) et à 33 km au sud-ouest de Cambrai, .

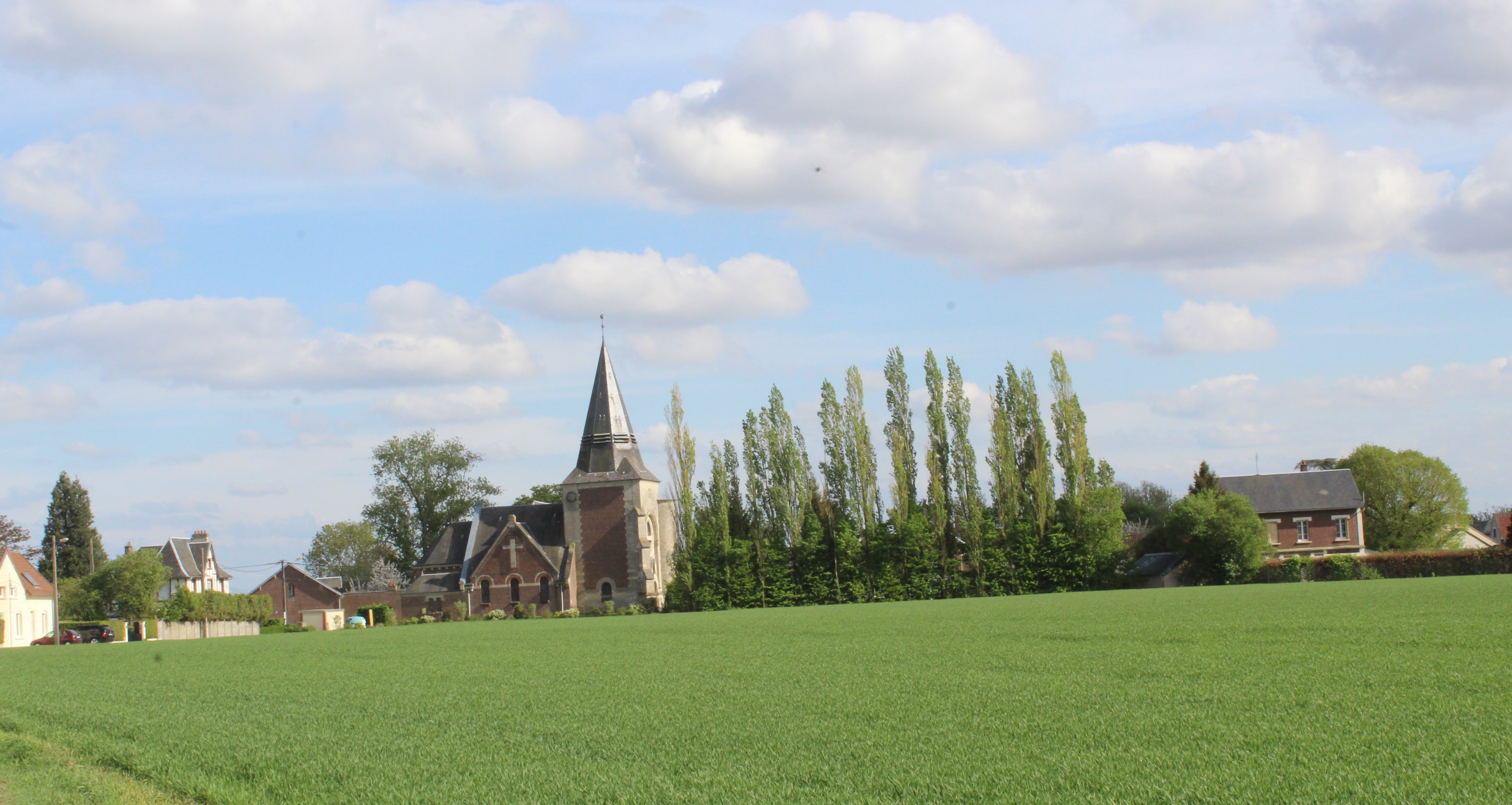
Panorama du village.

#### Communes limitrophes
| Hancourt               | Bernes               |                 |
| Vraignes-en-Vermandois | Pœuilly              | Vermand (Aisne) |
| Tertry                 | Caulaincourt (Aisne) |                 |

### Nature du sol et du sous-sol
Le tiers du territoire communal a un sol de nature argilo-siliceux, un quart de nature siliceux, un autre quart de nature argileuse et le reste du territoire de nature argilo-calcaire et marécageux.

### Relief, paysage, végétation
Le relief de la commune est assez accidenté. L'altitude varie de 69 à 91 m. Un rideau boisé escarpé de 2,3 km de long et de 65 m de large se situe vers Vermand et Caulaincourt.

### Hydrographie

#### Réseau hydrographique
La commune est située dans le bassin Artois-Picardie. Elle est drainée par l'Omignon.
L'Omignon, d'une longueur de 32 km, prend sa source dans la commune de Bellenglise et se jette  dans la Somme à Brie, après avoir traversé 16 communes.

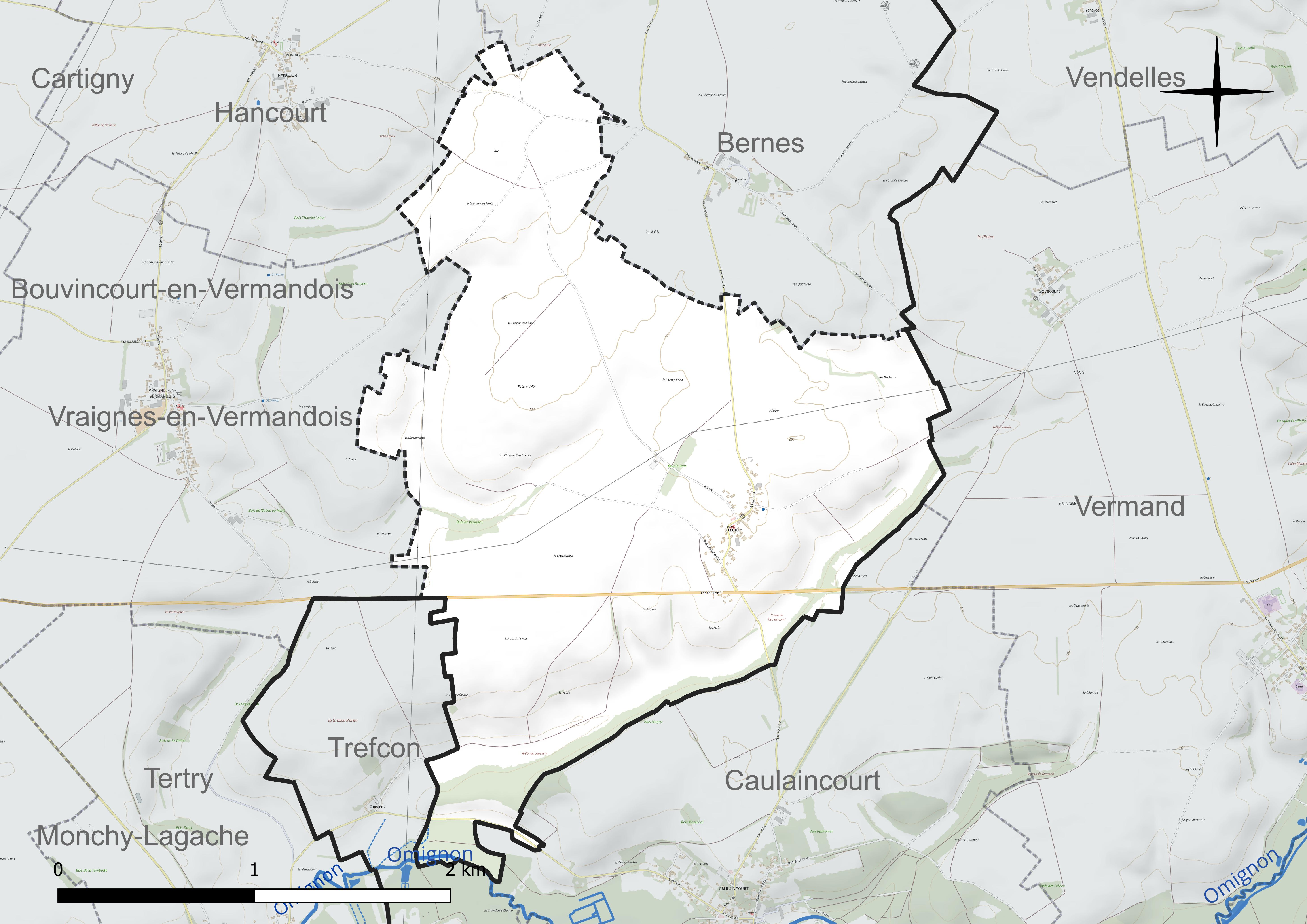
Réseau hydrographique de Pœuilly.

#### Gestion et qualité des eaux
Le territoire communal est couvert par le schéma d'aménagement et de gestion des eaux (SAGE) « Haute Somme ». Ce document de planification concerne un territoire de 1 798 km2 de superficie, délimité par le bassin versant de la Haute Somme est constitué d'un réseau hydrographique complexe de cours d'eau, de marais, d'étangs et de canaux. Le périmètre a été arrêté le 21 avril 2006 et le SAGE proprement dit a été approuvé le 15 juin 2017. La structure porteuse de l'élaboration et de la mise en œuvre est le syndicat mixte d'aménagement hydraulique du bassin versant de la Somme (AMEVA).
La qualité des cours d'eau peut être consultée sur un site dédié géré par les agences de l'eau et l'Agence française pour la biodiversité.

### Climat
Pour des articles plus généraux, voir Climat des Hauts-de-France et Climat de la Somme.
En 2010, le climat de la commune est de type climat océanique dégradé des plaines du Centre et du Nord, selon une étude du CNRS s'appuyant sur une série de données couvrant la période 1971-2000. En 2020, Météo-France publie une typologie des climats de la France métropolitaine dans laquelle la commune est exposée à un climat océanique et est dans la région climatique Nord-est du bassin Parisien, caractérisée par un ensoleillement médiocre, une pluviométrie moyenne régulièrement répartie au cours de l'année et un hiver froid (3 °C).
Pour la période 1971-2000, la température annuelle moyenne est de 10,3 °C, avec une amplitude thermique annuelle de 14,7 °C. Le cumul annuel moyen de précipitations est de 713 mm, avec 11,6 jours de précipitations en janvier et 9,5 jours en juillet. Pour la période 1991-2020, la température moyenne annuelle observée sur la station météorologique la plus proche, située sur la commune d'Estrées-Mons à 7 km à vol d'oiseau, est de 11,0 °C et le cumul annuel moyen de précipitations est de 647,5 mm,. Pour l'avenir, les paramètres climatiques de la commune estimés pour 2050 selon différents scénarios d'émission de gaz à effet de serre sont consultables sur un site dédié publié par Météo-France en novembre 2022.

## Urbanisme

### Typologie
Au 1er janvier 2024, Pœuilly est catégorisée commune rurale à habitat dispersé, selon la nouvelle grille communale de densité à sept niveaux définie par l'Insee en 2022.
Elle est située hors unité urbaine. Par ailleurs la commune fait partie de l'aire d'attraction de Saint-Quentin, dont elle est une commune de la couronne,. Cette aire, qui regroupe 120 communes, est catégorisée dans les aires de 50 000 à moins de 200 000 habitants,.

### Occupation des sols
L'occupation des sols de la commune, telle qu'elle ressort de la base de données européenne d'occupation biophysique des sols Corine Land Cover (CLC), est marquée par l'importance des territoires agricoles (95,5 % en 2018), une proportion identique à celle de 1990 (95,5 %). La répartition détaillée en 2018 est la suivante : 
terres arables (95,5 %), forêts (4,5 %). L'évolution de l'occupation des sols de la commune et de ses infrastructures peut être observée sur les différentes représentations cartographiques du territoire : la carte de Cassini (XVIIIe siècle), la carte d'état-major (1820-1866) et les cartes ou photos aériennes de l'IGN pour la période actuelle (1950 à aujourd'hui).

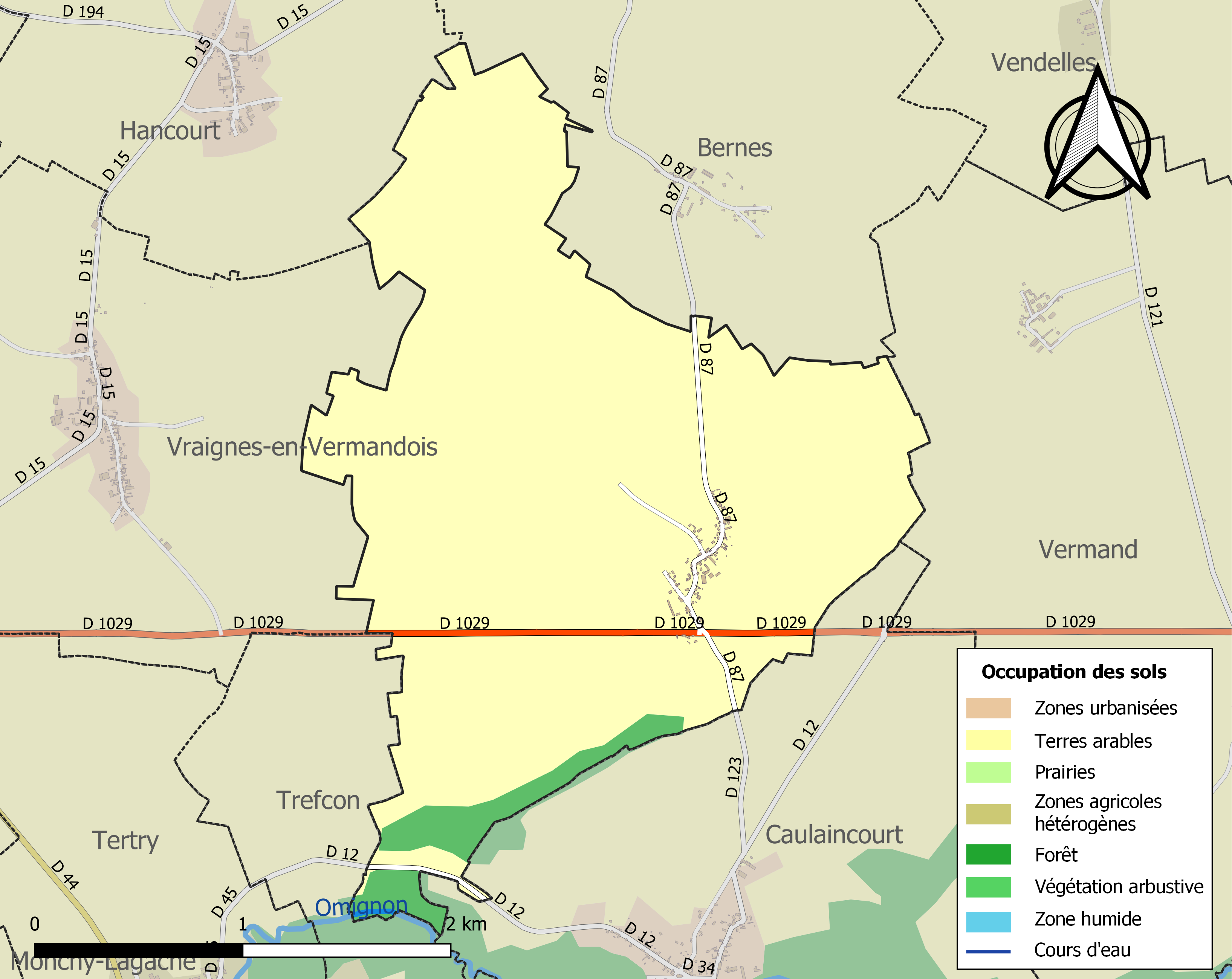
Carte des infrastructures et de l'occupation des sols de la commune en 2018 (CLC).

### Habitat
La commune présente un habitat groupé, structuré le long d'une rue principale aboutissant à l'ancienne voie romaine au sud, ponctuée par deux carrefours, formés par des voies secondaires reliant le village à Fléchin (au nord), à l'ancien hameau d'Aix (au nord-ouest), à Soyécourt (au nord-est)}. L'église et la mairie-école se trouvent face à face, au centre du village..

### Voies de communication et transports
En 2019, la localité est desservie par les autocars du réseau inter-urbain Trans'80, chaque jour de la semaine, sauf le dimanche et les jours fériés (ligne no 49, Péronne - Roisel - Saint-Quentin).

## Toponymie

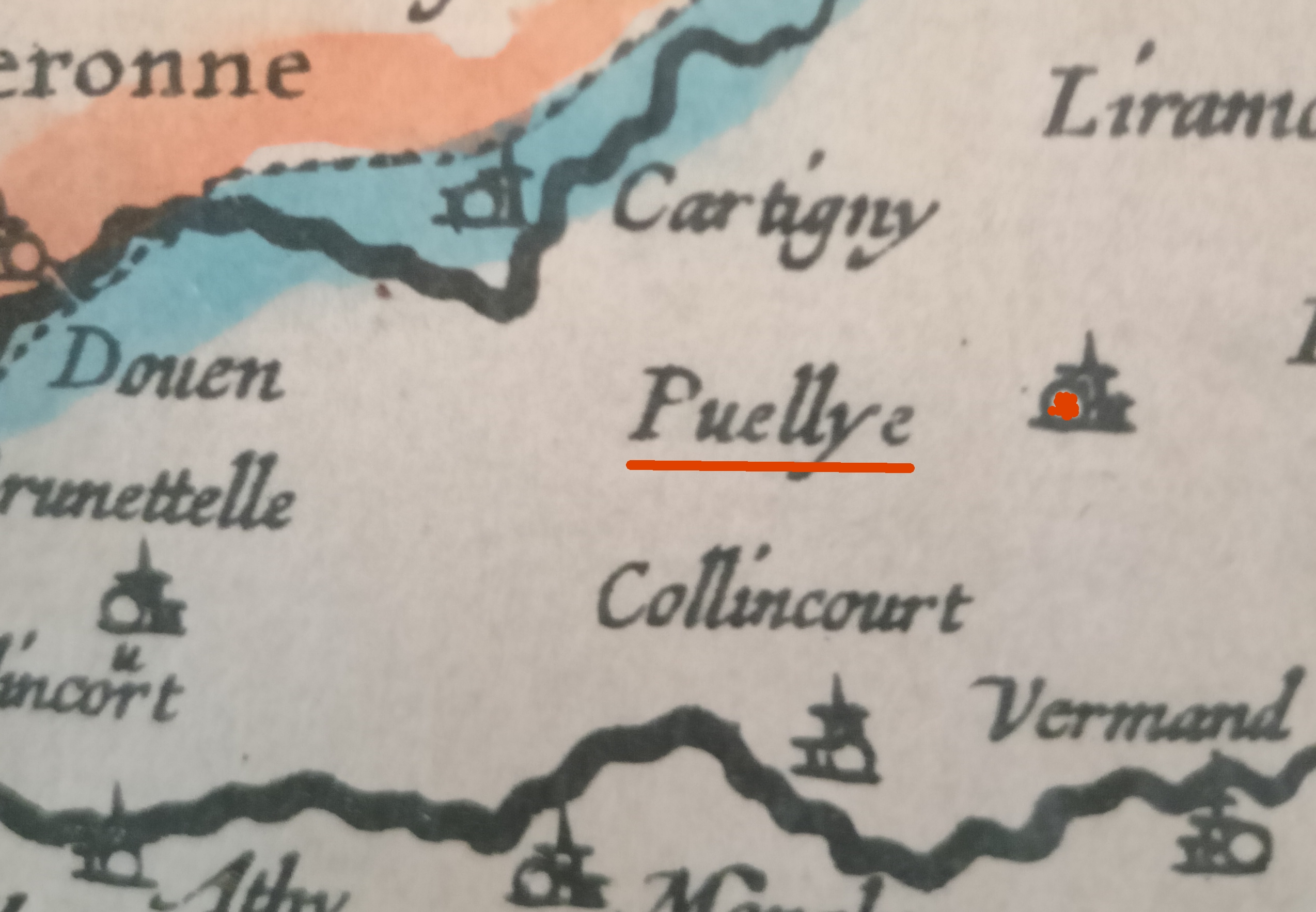
Carte de la Picardie de 1620 - Puellye.

Le nom de la localité est attesté sous les formes Peuliacum (944) ; Peuilli (1177) ; Peeuli (1198) ; Peuloy (XVe siècle) ; Puellie et Puellye (1592) ; Peully (1638) ; Pœuilly (1744).

## Histoire

### Antiquité
Ont été mises au jour sur le territoire de Pœuilly des monnaies gauloises et romaines à l'effigie de César.

### Moyen Age
Après la bataille de Tertry, en 687, le roi de Neustrie, Thierry III se replie sur Pœuilly.
En 1213, dans une charte, Othon de Pœuilly, donne 5 muids de froment à l'abbaye Saint-Prix de Saint-Quentin.

### Époque moderne

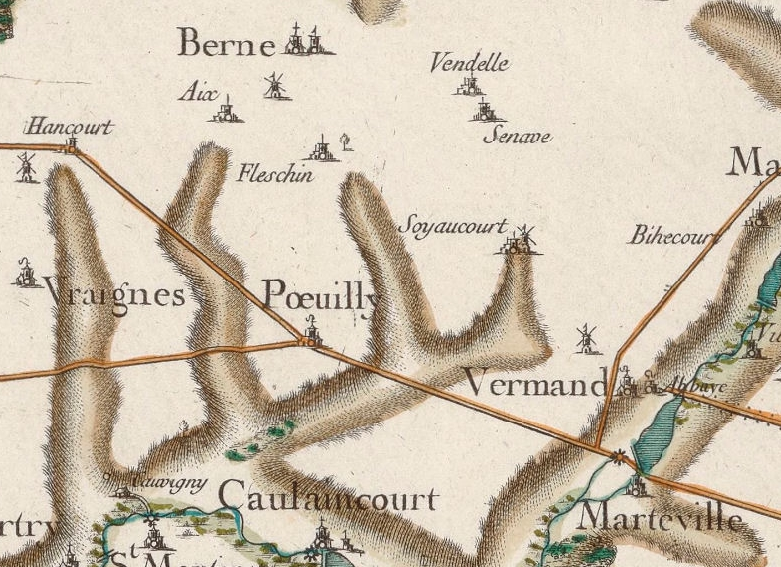
Carte de Cassini du secteur de Pœuilly (vers 1750)

Au XVIIIe siècle, le village était situé sur l'ancienne voie romaine de Saint-Quentin à Amiens (actuelle RD 1029). De Pœuilly, une route non pavée conduisait à Péronne en passant par Hancourt. Cette route est aujourd'hui un simple chemin agricole.

### Époque contemporaine
En 1836, l'activité économique des habitants est liée à l'agriculture (cultivateurs et ménagers) ainsi qu'au textile (26 tisseurs et tisserands, 10 fileuses, 4 brodeuses). S'y ajoutent 3 fabricants, 4 marchands, 5 débitants des tisserands, fileuses, brodeuses et des marchands, ainsi que deux instituteurs. Progressivement les activités agricoles deviennent dominantes et, à la veille de la Première Guerre mondiale, de très nombreux ouvriers agricoles travaillent pour les grosses fermes du village.
En 1836, la commune compte deux hameaux, aujourd'hui disparus : le hameau d'Aix à proximité de la route de Péronne à Saint-Quentin (au nord) et qui comptait 8 maisons, essentiellement des fermes, et Cauvigny, au sud, moulin implanté sur la rivière d'Omignon, qui a cessé son activité à la fin du XIXe siècle.
En 1851, les activités économiques ressemblent à celles de 1836, mais les fileuses ont disparu, remplacées par des brodeuses (12 en 1851), activité qui cesse à la fin du XIXe siècle.
En 1858 est reconstruite l'école primaire mixte de Poeuilly, édifiée sous la direction de M. Caraby, architecte à Péronne, et qui abrite à l'étage la mairie et le logement de l'instituteur

#### Guerre franco-allemande de 1870
Le 18 janvier 1871, durant la guerre franco-allemande, Pœuilly est le théâtre d'importants combats qui voient la déroute de l'armée française. 

« Les trois premières compagnies du 4e régiment se dirigeaient sur le ravin au sud de Pœuilly. Assailli de toutes parts dans cette localité en flammes, canonné par 24 bouches à feu, le 19e chasseurs fut décimé et perdit en un instant un officier et 50 hommes. »

Les maisons et les fermes du village ont été pillées et incendiées, tandis qu'une grande partie de la population s'était enfuie.
En 1906, l'activité principale du village est l'agriculture (blé et betterave à sucre). 84 ouvriers agricoles sont employés dans les diverses exploitations du village.

#### Première Guerre mondiale
Le 17 septembre 1914, au cours de la Course à la mer, le général Bridoux, commandant du 1er corps de cavalerie fut mortellement blessé à Pœuilly alors qu'il se déplaçait avec un officier de son état-major. Son convoi automobile se trouva au milieu d'une unité allemande qui les prit sous son tir
Jusque février 1917, Pœuilly est située dans la zone d'occupation allemande avant que l'armée ennemie ne se replie sur la ligne Hindenburg. De mars à septembre 1918, la commune est de nouveau occupée par l'armée allemande.
Si aucun soldat de la commune n'a été tué pendant la Guerre, le village est totalement détruit lorsque l'armistice est signé. Le village a été décoré de la Croix de guerre 1914-1918 le 27 octobre 1920.
Après l'armistice, habitants occupent des maisons provisoires en bois et de type Nissen, qui sont progressivement remplacées par de nouvelles demeures (fermes et maisons). « L'église a été refaite quasiment à l'identique dès 1922. Sa silhouette est marquée par la présence d'une grosse tour de clocher carrée. En façade, des éléments sont clairement de style Art déco, tout comme à l'intérieur (maître-autel, ambon, confessionnal…). Il ne resterait de l'ancien édifice que les fonts baptismaux, qui dateraient du XIIe siècle »,. La mairie-école est reconstruite à son emplacement actuel, face à l'église, par l'entrepreneur Doussin sur les plans de l'architecte Claude-Antoine Dory datés du 28 octobre 1923.

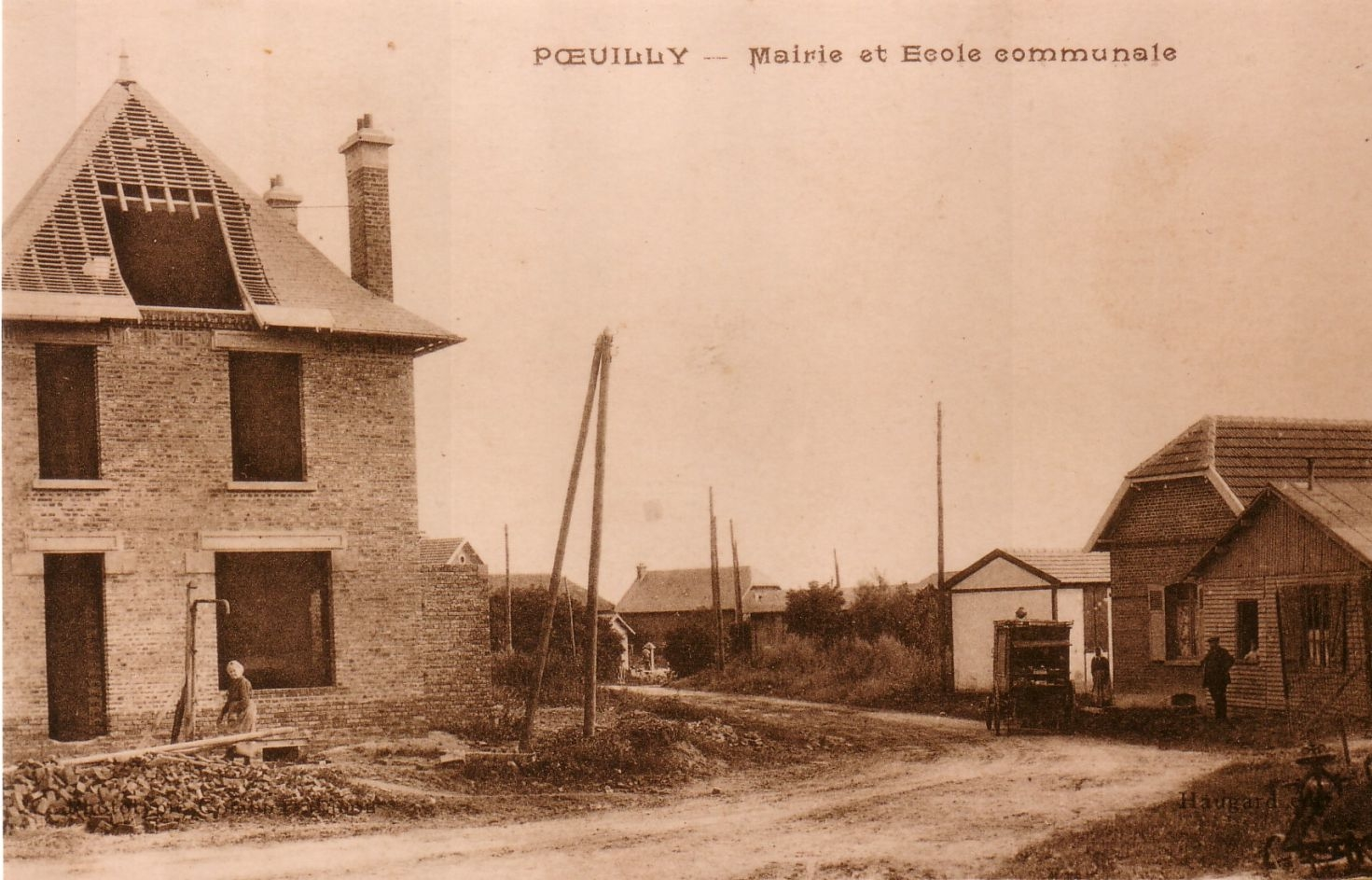
Le village en reconstruction vers 1920.
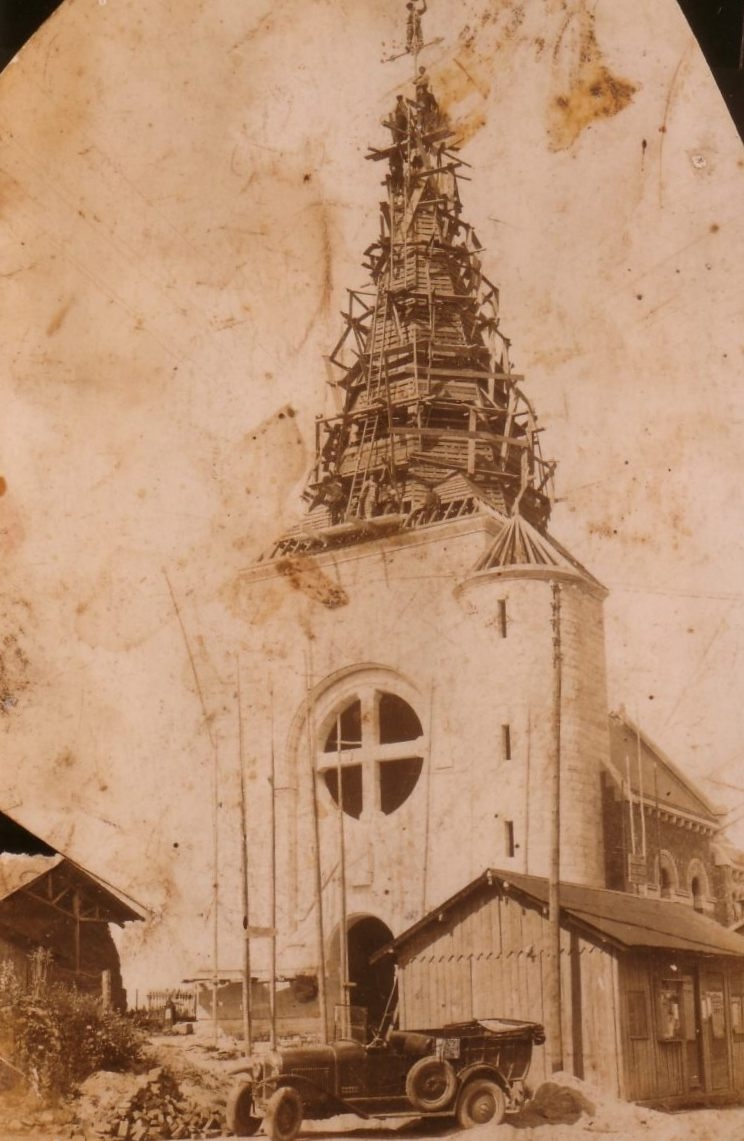
L'église en reconstruction vers 1925.
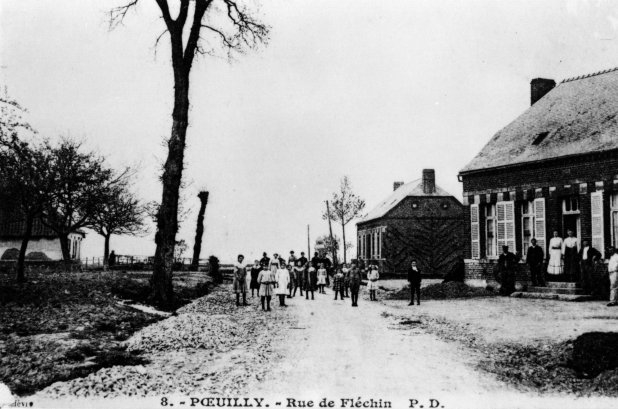
Carte postale du village vers 1930.

## Politique et administration
| Période                                  | Période                       | Identité       | Étiquette | Qualité                                       |
| ---------------------------------------- | ----------------------------- | -------------- | --------- | --------------------------------------------- |
| Les données manquantes sont à compléter. |                               |                |           |                                               |
| 1892                                     | 1924                          | Émile Laleux   |           | Exploitant agricole                           |
| Les données manquantes sont à compléter. |                               |                |           |                                               |
| mars 1971                                | juin 1995                     | Pierre Druin   | PCF       | Conseiller général de Roisel (1979 → 1992)    |
| juin 1995                                | 2014                          | Daniel Voiret  |           |                                               |
| 2014                                     | juillet 2020                  | Thierry Briand |           | Adictologue                                   |
| juillet 2020                             | En cours (au 27 janvier 2021) | Arnaud Voiret  |           | Responsable maintenance Fils de Daniel Voiret |

## Population et société

### Démographie
L'évolution du nombre d'habitants est connue à travers les recensements de la population effectués dans la commune depuis 1793. Pour les communes de moins de 10 000 habitants, une enquête de recensement portant sur toute la population est réalisée tous les cinq ans, les populations de référence des années intermédiaires étant quant à elles estimées par interpolation ou extrapolation. Pour la commune, le premier recensement exhaustif entrant dans le cadre du nouveau dispositif a été réalisé en 2004.

En 2022, la commune comptait 104 habitants, en évolution de −18,75 % par rapport à 2016 (Somme : −1,26 %, France hors Mayotte : +2,11 %).
| 1793 | 1800 | 1806 | 1821 | 1831 | 1836 | 1841 | 1846 | 1851 |
| ---- | ---- | ---- | ---- | ---- | ---- | ---- | ---- | ---- |
| 344  | 355  | 390  | 332  | 357  | 383  | 384  | 325  | 325  |

| 1856 | 1861 | 1866 | 1872 | 1876 | 1881 | 1886 | 1891 | 1896 |
| ---- | ---- | ---- | ---- | ---- | ---- | ---- | ---- | ---- |
| 322  | 333  | 331  | 296  | 271  | 233  | 233  | 232  | 234  |

| 1901 | 1906 | 1911 | 1921 | 1926 | 1931 | 1936 | 1946 | 1954 |
| ---- | ---- | ---- | ---- | ---- | ---- | ---- | ---- | ---- |
| 225  | 242  | 203  | 80   | 129  | 114  | 138  | 129  | 111  |

| 1962 | 1968 | 1975 | 1982 | 1990 | 1999 | 2004 | 2006 | 2009 |
| ---- | ---- | ---- | ---- | ---- | ---- | ---- | ---- | ---- |
| 88   | 88   | 86   | 75   | 107  | 105  | 108  | 104  | 101  |

| 2014 | 2019 | 2022 | - | - | - | - | - | - |
| ---- | ---- | ---- | - | - | - | - | - | - |
| 121  | 108  | 104  | - | - | - | - | - | - |

« Les recensements de population indiquent que le village compte 80 maisons en 1851 pour 83 familles et 292 habitants. Les recensements de 1872 et de 1876 signalent la présence de nombreuses maisons inhabitées dans le village, 5 en 1872 et 9 en 1876. À partir de 1881, le village ne compte plus que 69 maisons pour 75 familles et 220 habitants. Ces chiffres restent stables jusqu'en 1906. A la veille de la Guerre de 1914, Il compte encore 193 habitants. En 1921, il ne compte plus que 80 habitants ».

### Enseignement
Pœuilly n'a plus d'école primaire.
En 2020, l'aspect financier est géré par le syndicat scolaire de la Haute Somme (Sisco) concernant huit communes : Bernes, Pœuilly, Hancourt, Hervilly-Montigny, Hesbécourt, Vraignes-en-Vermandois, Villers-Faucon et Roisel. Le syndicat a la responsabilité de deux sites, avec deux classes maternelles à Bernes, et surtout neuf classes à Roisel, trois en maternelle et six en primaire.

## Économie
L'activité dominante de la commune reste l'agriculture.

## Culture locale et patrimoine

### Lieux et monuments
- Église Saint-Eloi , de style néo-roman : L'édifice se caractérise par une façade en pierre (alors que le reste utilise très majoritairement la brique) percée au-dessus du porche par une grande rosace incluant une croix. Le clocher est flanqué, côté sud, d'une tour d'escalier, aussi en pierre, de silhouette assez massive et dont le sommet est plat. Le flanc sud de la nef et du chœur est décoré, au niveau de la partie supérieure des fenêtres et pratiquement jusqu'au toit, d'un motif à structure de damier, dont chaque constituant carré, dressé sur un angle, est réalisé par l'assemblage de trois briques.
L'édifice a été reconstruit sur les plans de l'architecte C.-A. Dory, architecte en chef des Régions libérées du département de la Somme, après sa destruction en 1917 lors de la Première Guerre mondiale. Émile Laleux, maire pendant la guerre et la reconstruction, est représenté dans une verrière de la nef.
« L'église présente une combinaison de volumes liés à la disposition de l'édifice préexistant associés à des formes modernes, dont témoigne la façade nord, avec son grand pignon, qui devait comporter un décor sculpté », qui n'a pu être réalisé, faute de moyens[15],[35].

- Mairie, reconstruite durant l'entre-deux-guerres. Sur le mur de façade, le Souvenir français a fait apposer une plaque à la mémoire du général Bridoux, blessé mortellement à Pœuilly, et aux officiers, sous-officiers et cavaliers tombés à ses côtés en septembre 1914.
- Tombes de la guerre de 1870-1871 (restaurée en 2020-2021), situées en contrebas de la route départementale 1029, dans le sens Pœuilly-Vermand, au lieu-dit « La Table-Dieu »[20] :
  - deux pierres tombales et sépulture de sept soldats français dont le capitaine Pincherelle, délimitée par des piquets et un chaînon de fonte ;
  - sépulture de 30 soldats prussiens, ornée d'une statuette en fonte représentant une pleureuse avec une couronne mortuaire à la main[36].

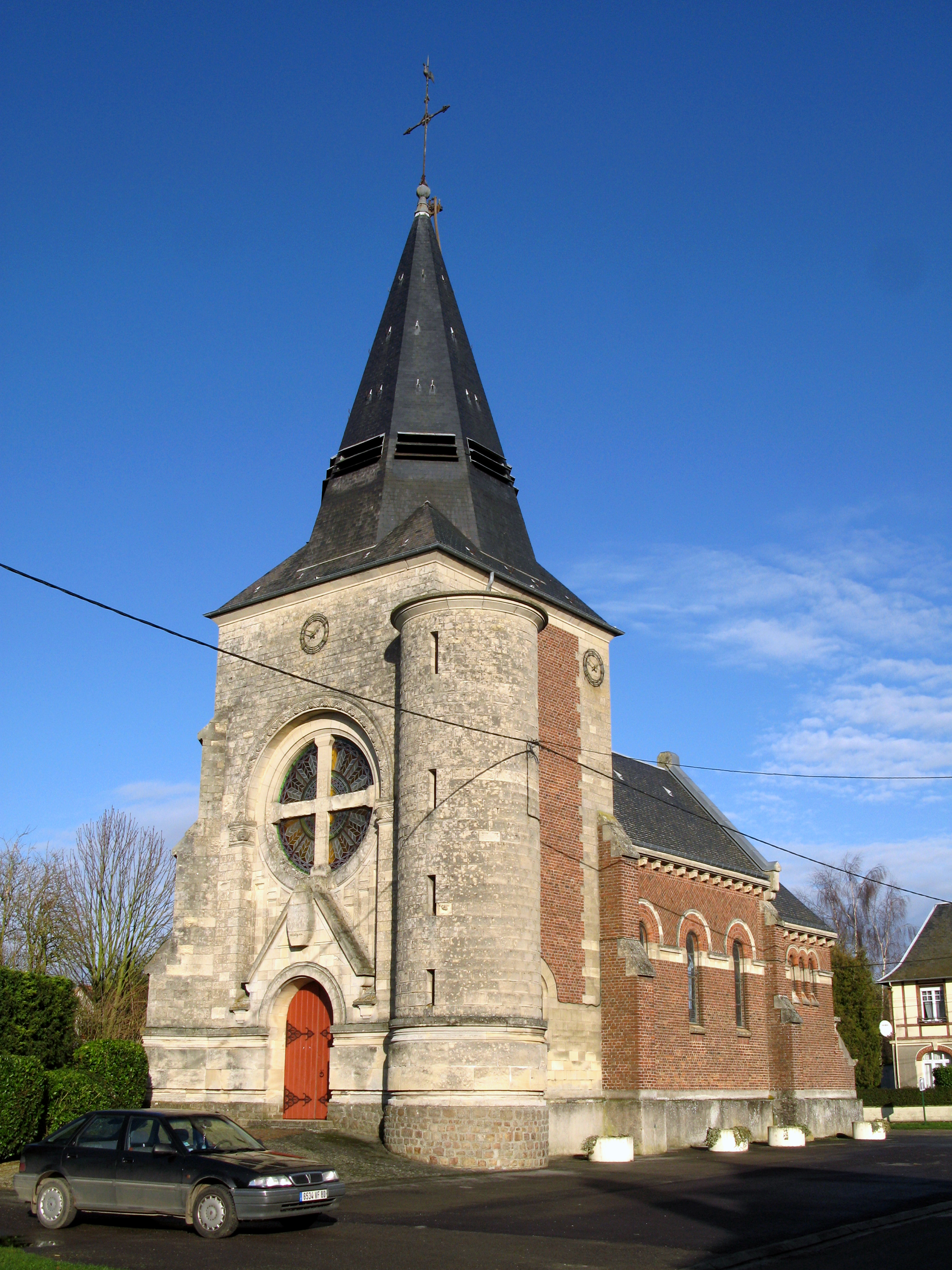
Église Saint-Éloi.
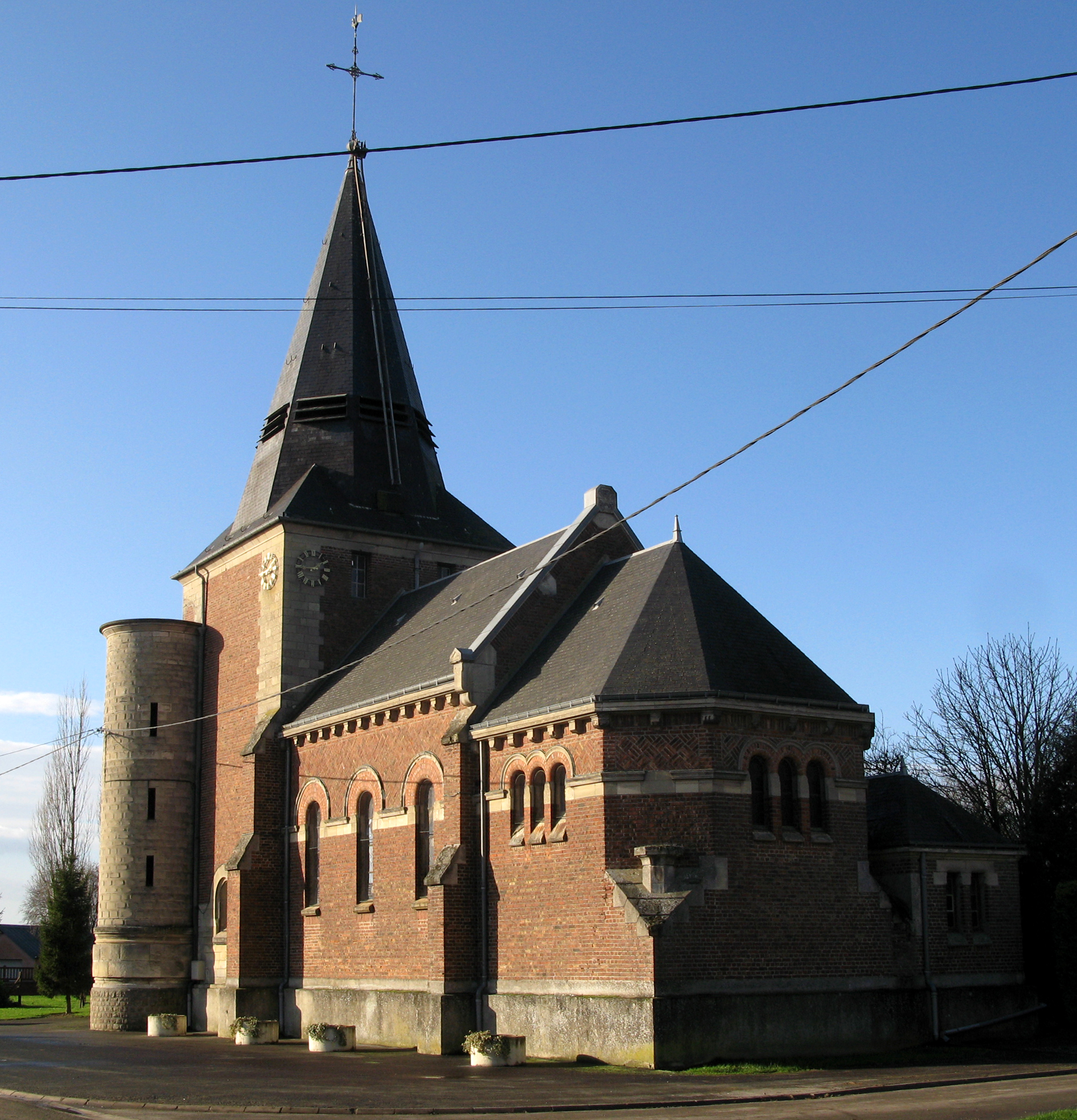
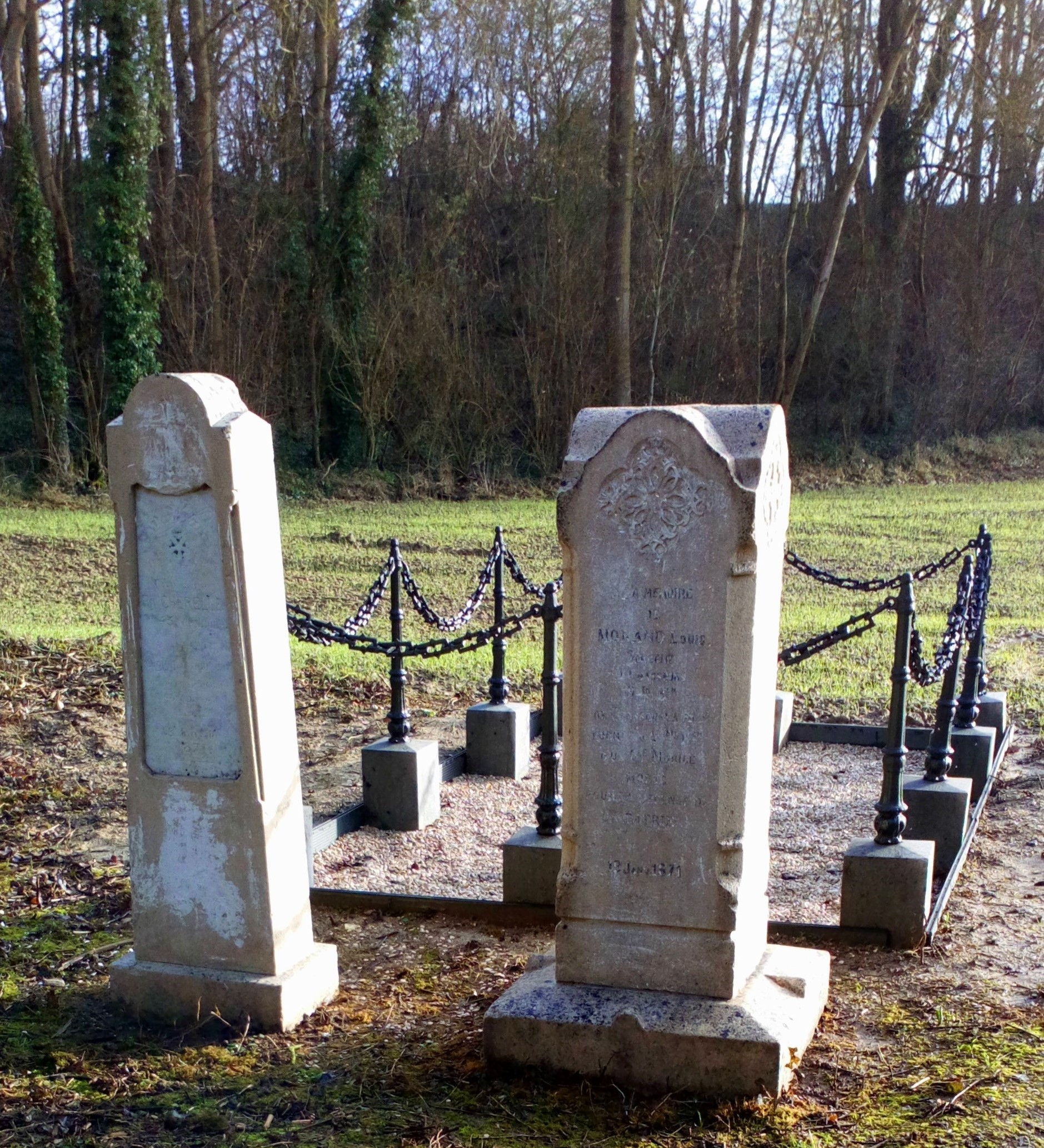
Tombes de soldats français (1871)
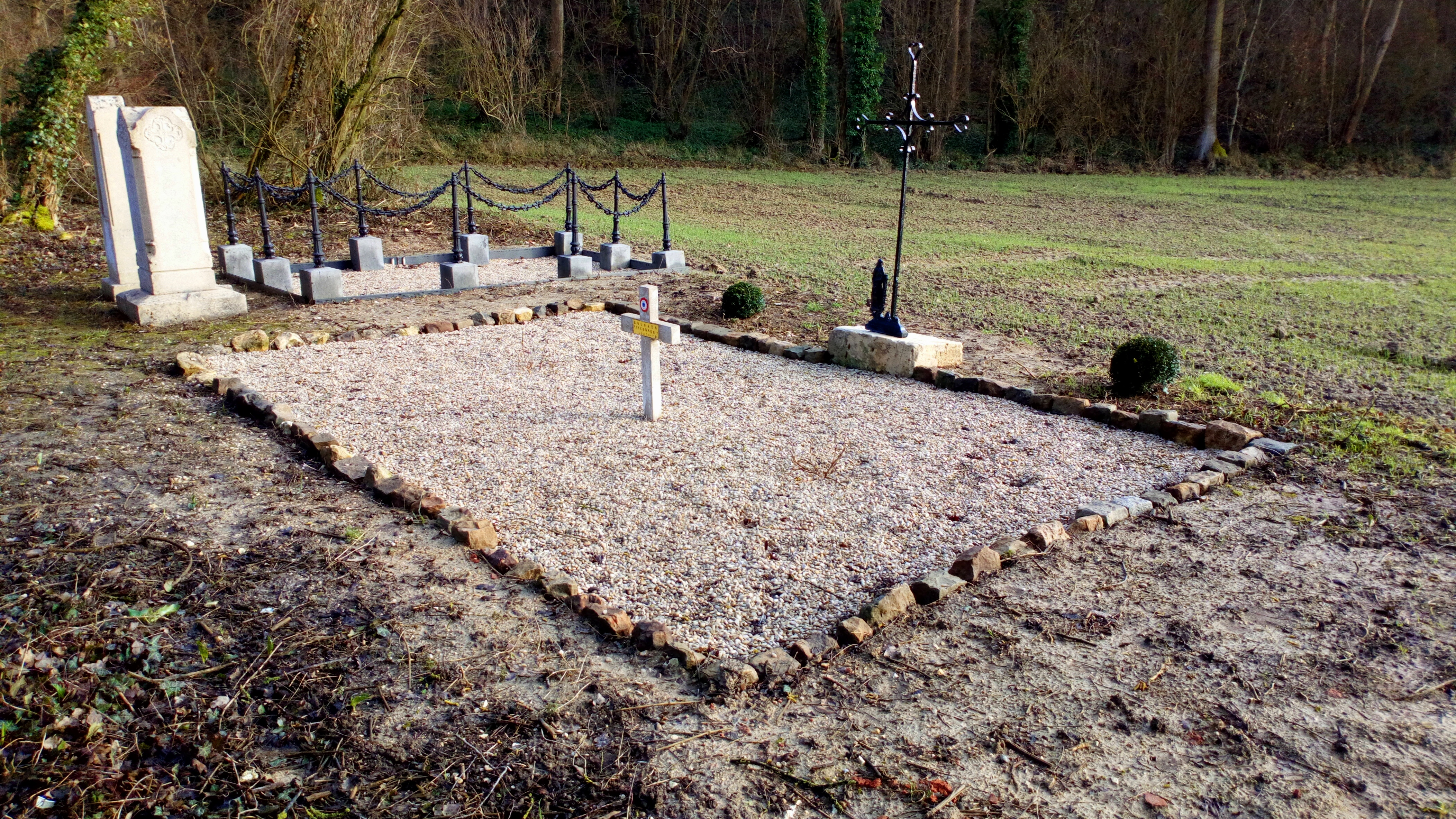
Tombe de soldats prussiens (1871)

### Personnalités liées à la commune

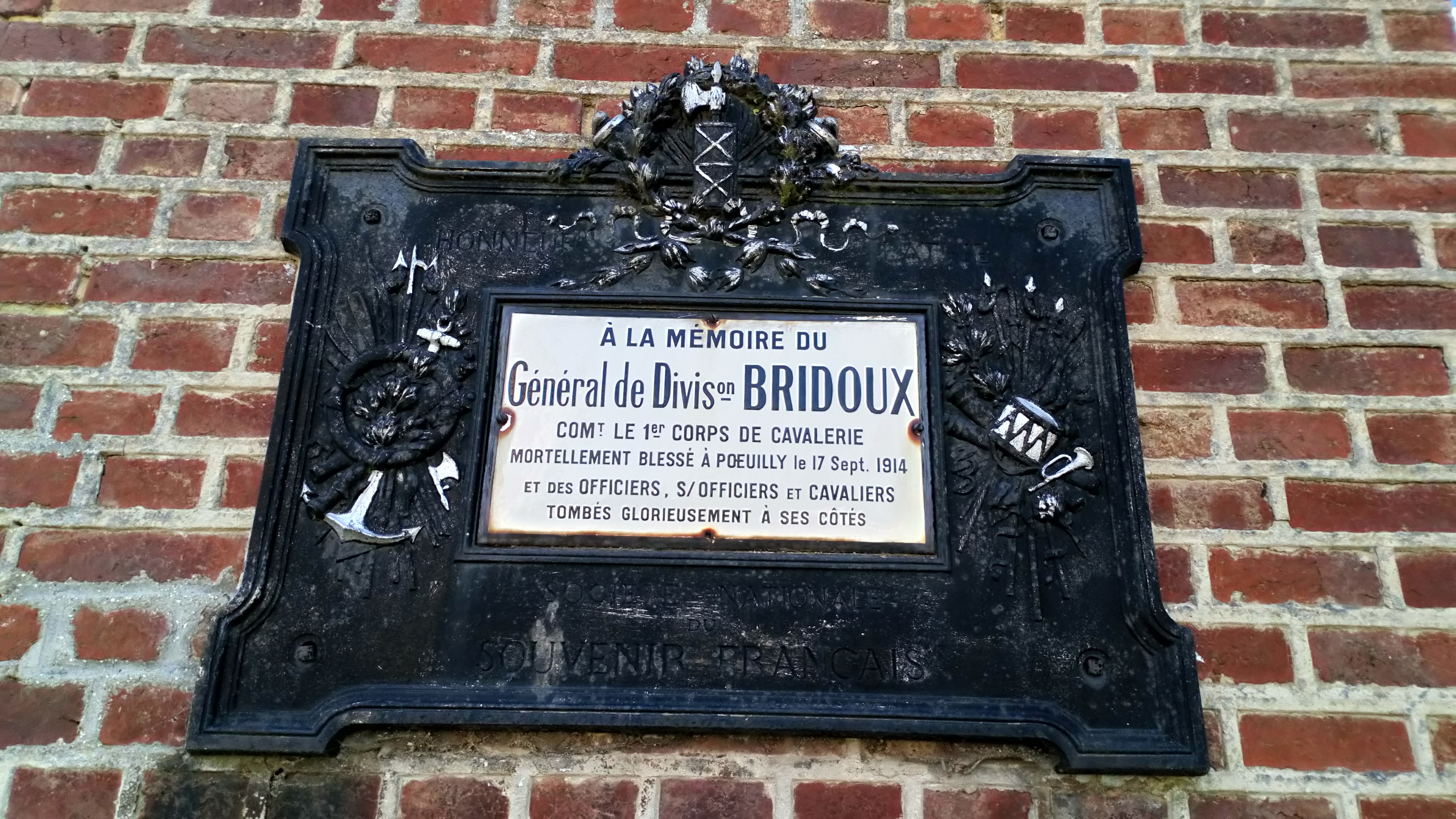
Plaque à la mémoire du général Bridoux.

- Au XVIIIe siècle, le seigneur de Pœuilly était M. Pieffort.
- Marie Joseph Eugène Bridoux, général commandant le 1er corps de cavalerie. Il est mortellement blessé à Pœuilly le 17 septembre 1914, lorsque son convoi automobile est pris sous le feu ennemi[22].

### Héraldique
| Blason de Pœuilly | Blason  | D'azur à un marteau d'or soutenu par deux lions affrontés d'argent ; au chef cousu* de gueules chargé de trois trèfles d'argent. Ornements extérieursCroix de guerre 1914-1918 |
| Blason de Pœuilly | Détails | * Ces armes emploient le terme « cousu » dans le seul but de contrevenir à la règle de contrariété des couleurs : elles sont fautives : gueules sur azur. Inspiré des armes de la famille Pieffort (qui ne portait pas de marteau, et où les lions n'étaient pas affrontés), qui donna les seigneurs du lieu du XVIe siècle à la Révolution, et les châtelains jusqu'en 1862. À ces armes fut ajouté un marteau, attribut de saint Éloi, patron de la paroisse locale. Création Jacques Dulphy, avec l'aide de Daniel Juric & Arcady Voronzov, adoptée le 2 avril 2021. |